# باقر هاشمی
باقر هاشمی (زادهٔ ۲ آوریل ۱۹۹۴) یک بازیکن فوتبال اهل ایران است. 